# Piedras Anchas, delstaten Mexiko
Piedras Anchas, även benämnd Primera el Monte, är en ort i Mexiko, tillhörande kommunen Coatepec Harinas i södra delen av delstaten Mexiko. Orten hade 989 invånare vid folkräkningen 2010.